# فابریتزیو رومانو
فابریتزیو رومانو، یک روزنامه‌نگار فوتبال اهل ایتالیا است. او در اخبار مربوط به نقل و انتقالات فوتبال تخصص دارد و معروفیت وی به دلیل استفاده از عبارت "Here we go!" هنگام رسمی شدن یک انتقال است. 

## زندگی شخصی
فابریتزیو رومانو در ۲۱ فوریه ۱۹۹۳ در ناپل به دنیا آمد و در دانشگاه کاتولیک قلب مقدس در میلان تحصیل کرد. او به زبان‌های ایتالیایی، انگلیسی و اسپانیایی مسلط است و یکی از طرفداران باشگاه فوتبال واتفورد می‌باشد.

## روزنامه‌نگاری
فابریتزیو رومانو در سال ۲۰۰۹ در دوران دبیرستان فعالیت خود را در روزنامه‌نگاری فوتبال آغاز کرد. موفقیت او در سال ۲۰۱۱ زمانی رخ داد که اطلاعات داخلی را از یک ایجنت ایتالیایی در بارسلون برای مائورو ایکاردی، بازیکن جوان آن زمان بارسلونا بود. رومانو در سال ۲۰۱۲ به اسکای اسپورت ایتالیا پیوست و در آنجا ارتباطات گسترده‌ای با باشگاه‌ها، نمایندگان و واسطه‌ها در سراسر اروپا برقرار کرد. او همچنین با گاردین و سی‌بی‌اس اسپورت همکاری می کند.
رومانو به خاطر جمله‌ای معروف بزن بریم! (Here we go) که برای تأیید یک معامله نقل و انتقال استفاده می‌شود، شناخته می‌شود. به گزارش دقیقه ۹۰، او یکی از معتبرترین منابع در عرصه نقل و انتقالات فوتبال به حساب می آید. اعتبار و فالوورهای قابل توجه او در رسانه‌های اجتماعی باعث شده است که چندین باشگاه فوتبال او را در ویدیوهای اعلام بازیکنان مشارکت دهند. در سال ۲۰۲۲، رومانو در فهرست  ۳۰ شخص زیر ۳۰ سال فوربز برای رسانه و بازاریابی قرار گرفت.
در فوریه ۲۰۲۴، تیپسبلادت گزارش داد که اسناد خاصی به دست آمده است که نشان می‌دهد شرکت مرتبط رومانو به باشگاه‌های مختلف فوتبال، از جمله باشگاه‌های دانمارک، مراجعه کرده و در پلت‌فرم‌های رسانه‌های اجتماعی خود اشاره‌های پولی ارائه کرده است.

## جوایز
- سپر نقره‌ای یوتیوب برای ۱۰۰,۰۰۰ مشترک: ۲۰۲۱
- سپر طلا یوتیوب برای ۱,۰۰۰,۰۰۰ مشترک: ۲۰۲۲
- بهترین روزنامه‌نگار فوتبال در گلوب ساکر: ۲۰۲۲[۷]
- بهترین روزنامه‌نگار دیجیتال: ۲۰۲۳